# Sitophilus oryzae

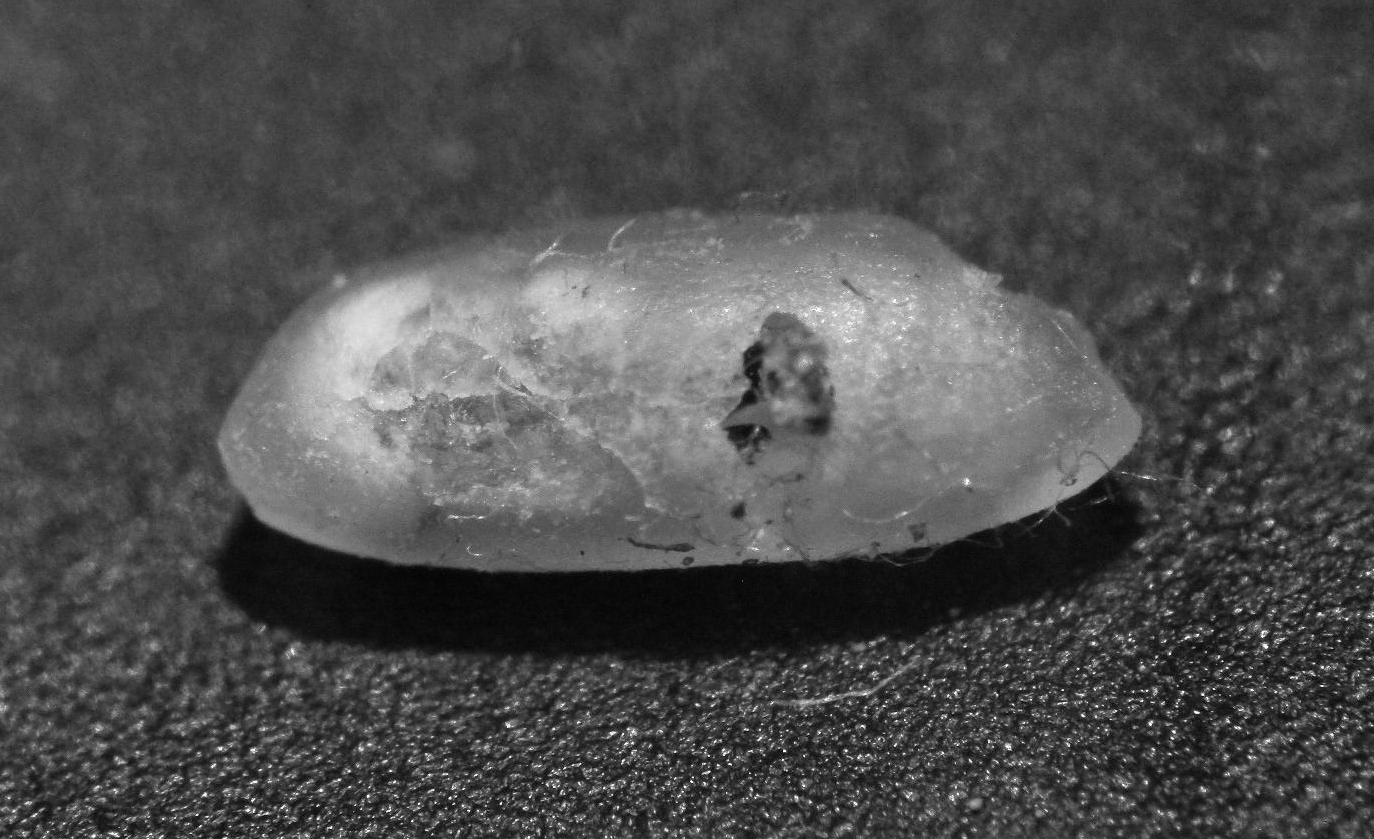
Un adulto emerge desde el interior de un grano de arroz

El gorgojo del arroz (Sitophilus oryzae) es un coleóptero de la familia Curculionidae. Se considera una plaga primaria de productos almacenados que ataca a varios cultivos, incluyendo trigo, arroz, y maíz.

## Descripción
Los adultos miden alrededor de 2 mm con un hocico largo. El color de cuerpo aparece para ser negro/marrón, pero en un examen cercano, presenta cuatro sitios de color rojo/naranja posicionados en forma de cruz en los élitros (cubiertas de las alas). Es fácilmente confundido con el gorgojo del maíz, pero hay muchos rasgos distintivos.

## Biología
Los gorgojos del arroz adultos son capaces de volar y pueden sobrevivir hasta dos años. Las hembras ponen 2 a 6 huevos por día y hasta un total de 300 en su vida. La hembra utiliza mandíbulas fuertes para abrir un agujero en un grano después de lo cual deposita un solo huevo dentro del agujero, sellándolo con las secreciones de su ovipositor. La larva se desarrolla dentro del grano, ahuecando hacia fuera mientras se alimenta. A continuación, se convierte en pupa dentro del grano y emerge 2 a 4 días después de la eclosión. Los machos de S. orzyae producen una feromona de agregación ((4S,5R)-5-Hydroxy-4-methylheptan-3-one) que afecta a machos y hembras. Una versión sintética está disponible, que atrae a los gorgojos del arroz, gorgojo del maíz y gorgojos de los granos. Las hembras producen una feromona que atrae sólo a los machos.
| Gorgojo del arroz (S. oryzae)                                                                                         | Gorgojo del maíz (S. zeamais) |
| --- | --- |
| | |
| | |
| Perforaciones elípticas longitudinales en el pronoto                                                                  | Perforaciones circulares en el pronoto                                                                                                   |
| Perforaciones pronotales separadas por una superficie plana, mediana, la zona longitudinal libre de perforaciones     | Perforaciones pronotales no disponen de zona de punción-libre y están casi igualmente espaciadas                                         |
| Menos de 20 perforaciones pronotales a lo largo de la línea media, que están presentes desde el cuello hasta escutelo | Más de 20 perforaciones pronotales a lo largo de la línea media aproximada, que están presentes desde el cuello hasta escutelo           |
| Elevaciones escutelares relativamente más juntas en comparación con su longitud.                                      | Elevaciones escutelares relativamente más lejos en comparación con su longitud                                                           |
| Elevaciones escutelares se extienden longitudinalmente aproximadamente más de la mitad del escutelo                   | Elevaciones escutelares se extienden longitudinalmente aproximadamente la mitad del escutelo                                             |
| La proepimera se úne detrás de la coxa frontal a lo largo del borde posterior, tiene una muesca curvada distinta      | La proepimera se úne detrás de la coxa frontal y tiene una muesca apenas discernible a lo largo del borde posterior en el sitio de unión |
| El edeago (en los machos) es liso y brillante en la superficie dorsal                                                 | El edeago tiene dos surcos dorsales longitudinales.                                                                                      |

## Control
El control de gorgojos implica la localización y eliminación de todas las fuentes de alimentos potencialmente infectados. Los gorgojos del arroz pueden ser eliminados en todas las etapas de su desarrollo por la congelación de alimentos infectados por debajo -17,7 °C (0 °F) por un período de tres días, o calentando los alimentos a 60 °C (140 °F) por un período de 15 minutos.